# Simon Bamberger (Politiker)

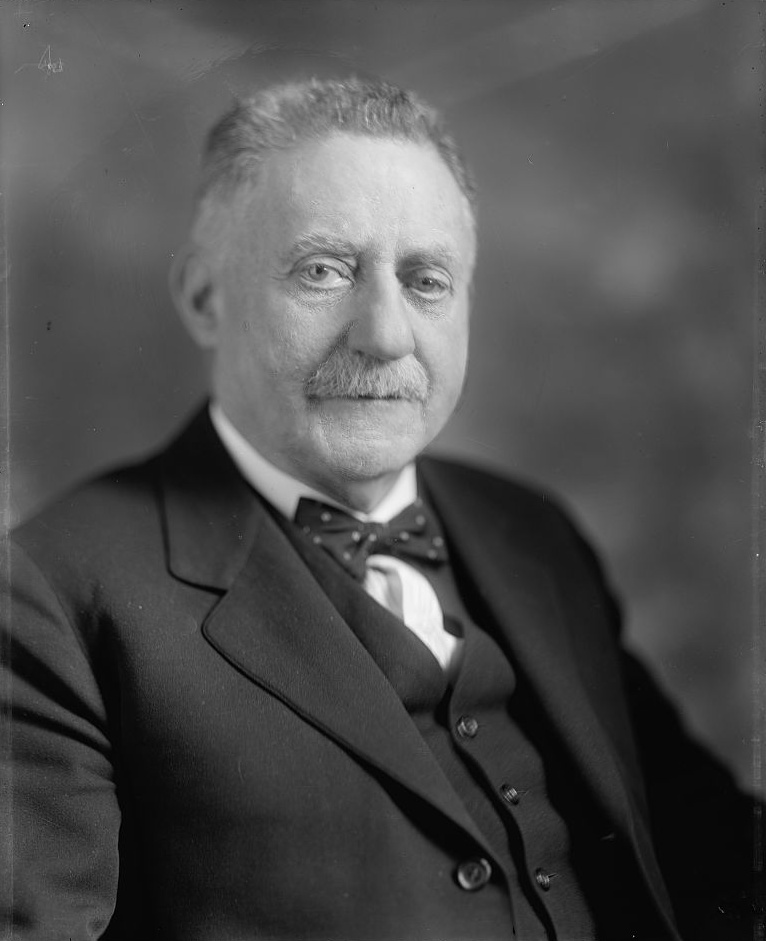
Simon Bamberger

Simon Bamberger (* 27. Februar 1846 in Eberstadt, Hessen-Darmstadt; † 6. Oktober 1926 in Salt Lake City, Utah, USA) war ein deutsch-amerikanischer Unternehmer und Politiker. Er war der vierte Gouverneur von Utah, nachdem es 1896 aus einem Territorium in einen Bundesstaat umgewandelt worden war. Der Jude Bamberger war der erste Nicht-Mormone und der erste Politiker der Demokratischen Partei, der in Utah Gouverneur wurde.

## Frühe Jahre
Simon Bamberger war ein Sohn deutscher Juden, Helen (geb. Fleisch) und Emanuel Bamberger. Mit 14 Jahren wanderte er nach Amerika aus, kurz vor Beginn des Bürgerkrieges. Bamberger kam in New York an und entschied sich, mit dem Zug nach Cincinnati, Ohio zu fahren. Dort bestand bereits seit über 80 Jahren eine große Gemeinde deutschstämmiger Einwanderer. Bamberger verpasste aber beim Umsteigen seinen Anschluss in Columbus und kam stattdessen in Indianapolis, Indiana an. Bis zum Ende des Bürgerkrieges blieb er dort. 1865 zog er nach St. Louis, Missouri um, einer weiteren „deutschen Stadt“ Amerikas. (Die dritte war Milwaukee, Wisconsin.) Bamberger und sein Bruder Hermann gründeten eine Fabrik, in der sie Textilien und Kleidung herstellten. Das Unternehmen wurde einige Jahre später überraschend zahlungsunfähig. Bamberger erfuhr davon telegraphisch während einer Geschäftsreise. Er hatte nichts mehr zu verlieren und fuhr nach Utah. Zu dieser Zeit war Utah noch kein Bundesstaat, sondern lediglich ein von Weißen nur schwach besiedeltes Territorium.

## Unternehmer in Utah
Bamberger betrieb ein kleines Hotel in Ogden, unweit von Salt Lake City. Kurz danach brach eine Pockenepidemie aus. Bamberger selbst erkrankte nicht, aber man verhängte über die Kleinstadt eine Quarantäne, mit dem Ergebnis, dass die Union Pacific Railroad-Eisenbahngesellschaft Ogden umfahren musste. Bamberger ging nach Salt Lake City und betrieb dort mit einem Geschäftspartner das Delmonico Hotel. 1872 war für ihn der Wendepunkt. Er kaufte einen Anteil an einer Silbermine, der Centennial Eureka Mine im Juab County. Zwei Jahre später stieß man auf eine riesige Silberader. Bamberger wurde zum Millionär. Er überlegte kurz, ob er einfach in den Ruhestand gehen sollte, aber diese Vorstellung gefiel ihm nicht. Stattdessen begann er, Eisenbahnen zwischen den Minen und Salt Lake aufzubauen. Trotz seiner Bemühungen scheiterte dieses Geschäft, und Bamberger verlor viel Geld. Dennoch ließ er sich nicht entmutigen, zumal er über weitere Geschäfte wie z. B. einen Vergnügungspark in Farmington verfügte. Gegen 1912 interessierte er sich auch für die Gründung einer jüdischen Agrargemeinschaft in Clarion.

## Politischer Aufstieg
Während dieser Jahre entwickelte Bamberger erste Kontakte zur Politik. Er kam zur Kommunalpolitik, als man ihn zum Mitglied des Schulrats von Salt Lake City wählte (1898–1903). Er blieb seinen deutschen bürgerlichen Grundsätzen treu, denn er glaubte streng an das Bildungsprinzip: Jeder Bürger hatte ein unveräußerliches Recht zu einer öffentlichen, kostenlosen und allgemeinen Bildung. Damals war diese Vorstellung noch radikal: Die Bildung endete für die meisten im zehnten Lebensjahr. Als das öffentliche Schulsystem in Salt Lake City fast in Konkurs ging, spendete Bamberger sein eigenes Geld, um die Schulen offen zu halten. 1902 kandidierte er erfolgreich für den Senat von Utah. Er positionierte sich dabei als progressiver Demokrat und wurde nach Ablauf der ersten Legislaturperiode wieder gewählt. Während seiner Amtszeit wurde er als kluger, scharfsinniger und witziger Abgeordneter bekannt.
Die Wiederwahl von 1912 verlor Bamberger jedoch. Vier Jahre später überlegte er, ob er für den US-Senat kandidieren sollte. Den 17. Zusatzartikel zur Verfassung hatte man 1913 verabschiedet, so dass die Bürger jetzt die Senatoren direkt wählen konnten. Vorher hatten die Parlamente der Bundesstaaten die Senatoren ernannt. Seine Partei bevorzugte jedoch einen anderen Kandidaten, und Bamberger wollte keinen Streit anstiften. Stattdessen entschloss er sich für das Gouverneursamt zu kandidieren.

### Die Gouverneurswahl
Bambergers jüdische Herkunft wurde seitens seiner Gegner anfangs ins Feld geführt, stellte letzten Endes aber kein Hindernis dar. Zunächst zirkulierte ein anonymes Hetzblatt mit einer antisemitischen Karikatur. Sie stellte Bamberger mit einer entstellenden, großen Nase dar. Die Mehrheit der Bürger verurteilte diese Taktik aber bald. Letztlich war Bambergers Humor sein großer Trumpf. Während eines kurzen Wahlkampfsaufenthalts in einem von norwegischen Mormonen besiedelten Dorf begegnete man ihm zu Beginn mit offener Feindseligkeit. Der Führer der Stadt verkündigte, dass er und seine Gemeinschaft „keine verdammten Heiden“ akzeptierten. Da Mormonen alle Nicht-Mormonen als „Heiden“ (engl.: „Gentiles“) betrachteten, war diese Äußerung nicht frei von einer gewissen Ironie. Ohne Verzögerung erwiderte Bamberger: „Viele Menschen haben Schimpfwörter gegen mich als einen Juden gerichtet, aber dies ist ja das erste Mal, dass man mich einen 'verdammten Heiden' genannt hat!“ Die norwegischen Mormonen umarmten Bamberger und erklärten, er sei ein „Israelit“. Daraufhin war von Antisemitismus im ganzen Wahlkampf nicht mehr die Rede. (Die ursprünglichen mormonischen Siedler glaubten, sie seien die direkten Nachkommen der antiken Hebräer. Laut der mormonischen Doktrin werden in Nordamerika die Zwölf Stämme Israels wiederhergestellt und Zion wieder aufgebaut. Das Große Salzmeer (Great Salt Lake) wird das neue Tote Meer sein. Deswegen ist Utah der einzige Ort auf der Welt, wo Juden „Heiden“ sind.)
Dann begünstigten Bamberger im Wahlkampf andere Ereignisse. Ein führender Apostel der Mormonen-Kirche, Brigham H. Roberts, kündigte seine Unterstützung für Bamberger an. Roberts erklärte, die Konfession eines Menschen sollte keine Vorbedingung für ein Amt sein. In der Vorwahl besiegte Bamberger Alfred W. McCune, einen mormonischen Bergwerksbesitzer. In der im Herbst stattfindenden allgemeinen Wahl versuchte Bambergers republikanischer Gegner, Nephi L. Morris, die Prohibition zum Hauptthema zu machen. Bamberger gewann ohne Schwierigkeiten. Er war selbst Abstinenzler und versprach, den Alkohol per Gesetz zu verbieten.

### Ein Gouverneur der Progressiven
Obwohl Bamberger nur eine vierjährige Amtsperiode diente, gelang ihm eine Reihe von beeindruckenden gesetzlichen Errungenschaften. So gelang es ihm, ein bestehendes großes Haushaltsdefizit durch Überprüfung sämtlicher Behörden und der Umverteilung von einer Million Dollar zu verringern. Da seine Partei die ganze Legislative des Bundesstaates – sowohl das Repräsentantenhaus als auch den Senat – kontrollierte, konnte Bamberger weitgehende Reformen durchsetzen. Sein Programm ähnelte dem des ehemaligen Präsidenten Theodore Roosevelt. 1912 hatte Roosevelt die Republikaner verlassen und seine neue Progressive Partei gegründet. Ein Grundstein der Philosophie der Progressiven war die Beseitigung zunehmender wirtschaftlicher, ökologischer und sozialer Probleme des frühen 20. Jahrhunderts. Die Progressiven engagierten sich für das Wahlrecht der Frauen, die Regulierung der großen Industrien und Versorgungsbetriebe zu Gunsten des Allgemeinwohls, die Beschränkung der Kinderarbeit, die Einführung eines achtstündigen Werktages und öffentliche Bildung. Auch die Prohibition wurde befürwortet, da man diese als Teil des Frauenrechts betrachtete.
Demzufolge verabschiedete Utahs Regierung unter Bamberger zahlreiche neue Gesetze: Ein Statut gegen Korruption sowie ein Gesetz, das das Recht der Arbeiter und Gewerkschaften anerkannte, sich zu organisieren. (Erst 1935 verabschiedete der Kongress ein entsprechendes Gesetz, den Wagner Act.) Auch in anderen Bereichen war Bambergers Administration für damalige Verhältnisse ausgesprochen reform- und fortschrittsorientiert. Erstens erfüllte er sein Versprechen, die Prohibition einzuführen. Zweitens war Utah unter seiner Führung einer der ersten Staaten, der den An- und Verkauf von Anleihen und Aktien regulierte. Bambergers neue Gesetze nahmen einige der wichtigsten und weitgehendsten Reformen Amerikas des ganzen 20. Jahrhunderts vorweg. Er richtete eine Kommission ein, Aktien und Wertpapiere in Utah einzutragen und zu regulieren. Erst fünfzehn Jahre später, im Zuge der Turbulenzen der Weltwirtschaftskrise, verabschiedete die US-Regierung solche Maßnahmen: den Glass-Steagall Act of 1932, den Banking Act of 1933, den Securities Act of 1933 und den Securities Exchange Act of 1934. Für Bamberger war die Notwendigkeit solcher Regelungen ein grundlegendes Prinzip. Er unterzeichnete Gesetze zur Gründung einer Arbeiterunfallversicherung sowie der entsprechenden Kommission. Er verhängte entgegen seinen privaten Interessen eine Bergwerksteuer. Die Schulpflicht bis zum 16. Lebensjahr wurde eingeführt. Bamberger legte Anleihen auf, um den Straßenbau zu fördern, und er berief eine Sondersitzung der Legislative ein, um den 19. Zusatzartikel der Verfassung der Vereinigten Staaten zu billigen. Durch diesen erhielten 1920 amerikanische Frauen das Wahlrecht.
Weitere Reformen waren die Gründung eines Gesundheitsamtes und eines Kontrollausschusses für öffentliche Versorgungsbetriebe mit der Aufgabe, die Gas- und Strompreise zu regulieren, sowie ein Line-Item-Veto d. h., ein Veto, das dem Gouverneur das Recht gibt, einzelne Punkte von Gesetzesvorhaben zu streichen und damit Geld zu sparen. Er führte die direkte Wahl von Richtern ein, verlängerte das Schuljahr und richtete eine Wasserrechtskommission ein, um den Wasserverbrauch in neuen Wohngegenden zu beobachten, eine wichtige Maßnahme in den vom Wassermangel besonders betroffenen westlichen Bundesstaaten.

## Letzte Jahre
Diese zahlreichen Leistungen vollendete Bamberger innerhalb von vier Jahren. 1921 stellte er sich nicht mehr zur Wiederwahl. Er war schon 75 Jahre alt und wollte sich nur noch um seine geschäftlichen Interessen kümmern. Er starb am 6. Oktober 1926 und wurde bei Congregation B'nai Israel, der ersten Synagoge Salt Lake Citys, beerdigt.
Simon Bamberger heiratete 1881 Ida Haas. Aus dieser Ehe stammen vier Kinder.